# Rapsáni
Rapsáni, en grec moderne : Ραψάνη, est un village du dème de Tempé, district régional de Larissa, en Thessalie, Grèce.
Selon le recensement de 2011, la population du village s'élève à 555 habitants.